# Mango (Mode)
Mango bzw. die Punto Fa, S.L. ist ein multinationaler Modekonzern mit Stammsitz nördlich von Barcelona, der sich dem Design, der Herstellung und dem Verkauf von Damen- bzw. Herrenmode und Accessoires widmet. Im Jahr 2020 setzte Mango rund 1,8 Milliarden Euro um. Mango ist nach Inditex (Zara) der zweitgrößte spanische Modekonzern und steuert von der Firmenzentrale in Barcelona aus ein weltweites Netz eigener und als Franchise betriebener Einzelhandelsgeschäfte.

## Gründung und Unternehmensgeschichte

Historisches Logo

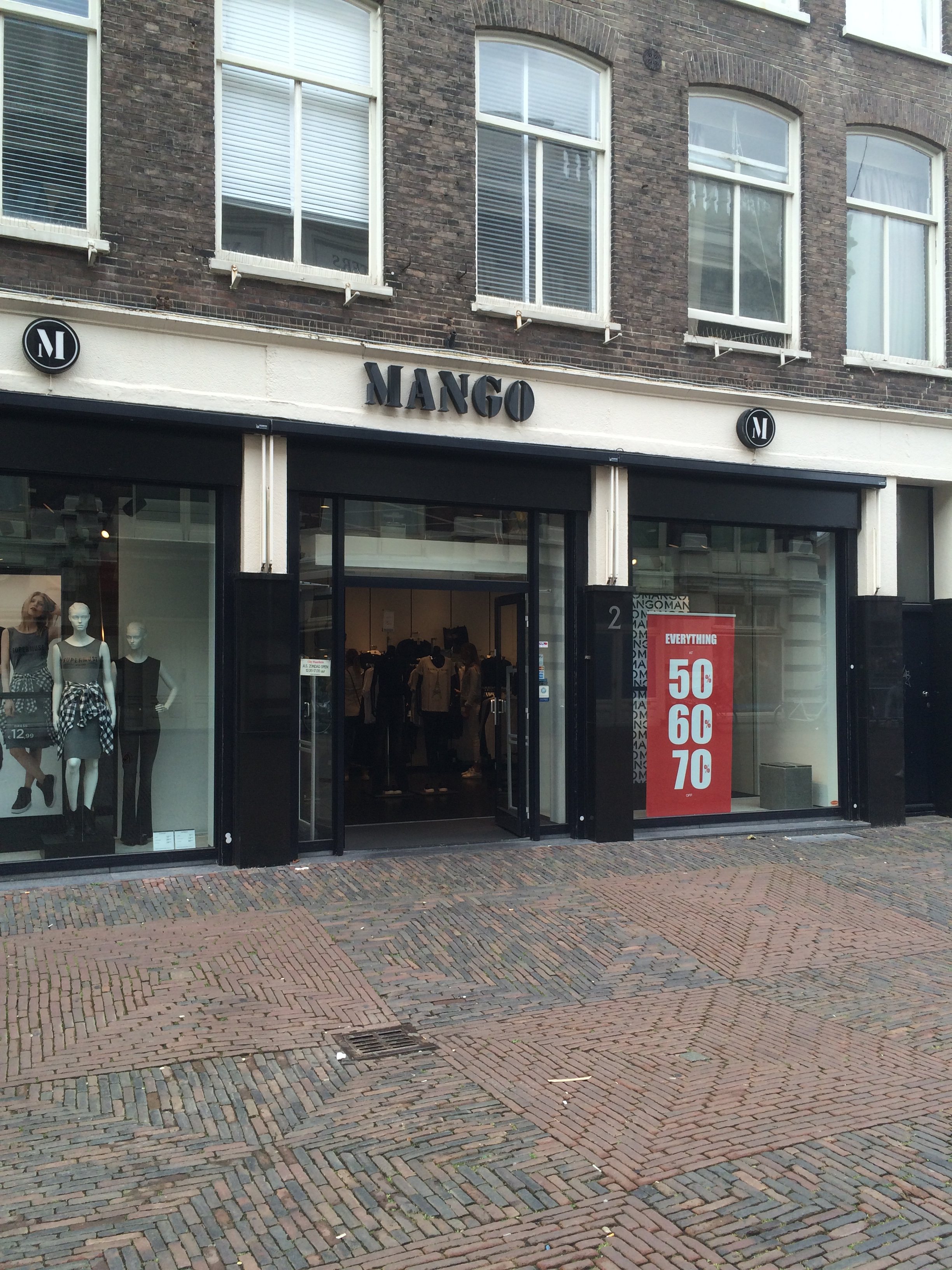
Mango-Geschäft

Der gebürtige Türke Isak Andic (1953–2024), dessen sephardisch-jüdische Familie 1969 von Istanbul nach Spanien ausgewandert war, eröffnete Anfang der 1980er Jahre mehrere Damenmodegeschäfte (Isak Jeans) in Barcelona und Madrid und benannte diese 1984 in Mango um. Der Name wurde gewählt, weil die Frucht in den meisten Sprachen gleich ausgesprochen wird. Acht Jahre später gab es hundert Läden in Spanien. Die ersten beiden Läden in Portugal waren der Einstieg in die Internationalisierung. Erst 2008 wandte sich das Unternehmen mit H.E. by Mango auch den Herren zu (2014 in Mango Man umbenannt). Im Sommer 2013 kam die Mango Kids Kinder-Kollektion zum Markenportfolio hinzu. 2014 wurde die Violeta by Mango Kollektion für fülligere Frauen lanciert (2021 in Hauptkollektion integriert).
Ende 2010 betrieb Mango mehr als 1700 Ladengeschäfte in 101 Ländern. Ende der 2010er Jahre existierten in Deutschland etwas mehr als 200 Mango-Standorte, die meisten davon als Flächen in anderen Modegeschäften. Mango kündigte 2011 an, ihren Expansionskurs mit Markterschließungen in China und Russland fortsetzen zuwollen. Die Geschäftslokale des Unternehmens befinden sich in 1A-Lagen: entweder mitten im Stadtzentrum oder in bedeutenden Einkaufszentren.
Mango betreibt seit September 2000 auch einen Online-Shop, in dem das Unternehmen seine gesamte Produktpalette innerhalb der Europäischen Union sowie in Nicht-EU-Mitgliedsstaaten wie Andorra, Norwegen und der Schweiz verkauft. 
Später kamen viele andere Länder hinzu. Seit 2006 gibt es einen Outlet-Shop für den europäischen Markt.
Der Firmenhauptsitz besitzt eine eigene Gebäudestruktur mit den Bereichen Design, Produktionskontrolle und Vertrieb an die Verkaufspunkte, Architektur und Innengestaltung der Läden, Corporate Image und Werbung sowie Verwaltung und Logistik.
Mango beschäftigte 2011 mehr als 8.600 Angestellte, davon 1.850 im Hauptsitz in Palau-solità i Plegamans (Provinz Barcelona). Die Mitarbeiter des Unternehmens waren durchschnittlich 30 Jahre alt und zu 80 Prozent Frauen.
Die Logistik von Mango beruht auf einem eigenen System, das seit der Eröffnung des ersten Ladens im Jahr 1984 bis heute stufenweise entwickelt und ausgebaut worden ist, indem das Unternehmen die Logistikzentren mit den neuesten Technologien ausgestattet hat. Dank dieses Logistiksystems können 30.000 Kleidungsstücke pro Stunde sortiert und verteilt werden.

## Franchisesystem
Um eine integrierte Unternehmensniederlassung zu entwickeln, überlässt Mango seine Kollektionen an Franchisenehmer im Rückgabesystem. Alle Verkaufspunkte auf der Welt sollen auf diese Weise zu jedem Zeitpunkt über die Ware verfügen, die sie im Hinblick auf ihre Abverkaufsgeschwindigkeit und ihre Verkaufsprognosen benötigen. Presseberichten im Jahr 2008 zufolge fühlten sich Franchisenehmer nicht immer in diesem Sinne gut bedient.